# Aziatisch kampioenschap voetbal onder 19 - 2018
Het AFC voetbalkampioenschap onder 19 van 2018 was de 40ste editie van het Aziatisch kampioenschap voetbal onder 19. Het toernooi zal worden gehouden van 18 oktober 2018 tot en met 4 november 2018 in Indonesië. Japan was de titelhouder maar werd uitgeschakeld in de halve finales door de uiteindelijke winnaar Saoedi-Arabië.
Dit toernooi diende tevens als kwalificatietoernooi voor het Wereldkampioenschap voetbal onder 20 van 2019, Qatar, Japan, Zuid-Korea en Saoedi-Arabië kwalificeerden zich voor dat toernooi.

## Groepsfase

### Groep A
| Pos | Team                         | Wed | W | G | V | Ptn | DV | DT | +/− | Kwalificatie |
| --- | ---------------------------- | --- | - | - | - | --- | -- | -- | --- | ------------ |
| 1   | Qatar                        | 3   | 2 | 0 | 1 | 6   | 11 | 7  | +4  | Kwartfinales |
| 2   | Indonesië (G)                | 3   | 2 | 0 | 1 | 6   | 9  | 7  | +2  | Kwartfinales |
| 3   | Verenigde Arabische Emiraten | 3   | 2 | 0 | 1 | 6   | 10 | 3  | +7  |              |
| 4   | Chinees Taipei               | 3   | 0 | 0 | 3 | 0   | 2  | 15 | −13 |              |

### Groep B
| Pos | Team        | Wed | W | G | V | Ptn | DV | DT | +/− | Kwalificatie |
| --- | ----------- | --- | - | - | - | --- | -- | -- | --- | ------------ |
| 1   | Japan       | 3   | 3 | 0 | 0 | 9   | 13 | 3  | +10 | Kwartfinales |
| 2   | Thailand    | 3   | 1 | 1 | 1 | 4   | 6  | 7  | −1  | Kwartfinales |
| 3   | Noord-Korea | 3   | 1 | 0 | 2 | 3   | 4  | 7  | −3  |              |
| 4   | Irak        | 3   | 0 | 1 | 2 | 1   | 3  | 9  | −6  |              |

### Groep C
| Pos | Team       | Wed | W | G | V | Ptn | DV | DT | +/− | Kwalificatie |
| --- | ---------- | --- | - | - | - | --- | -- | -- | --- | ------------ |
| 1   | Zuid-Korea | 3   | 2 | 1 | 0 | 7   | 7  | 3  | +4  | Kwartfinales |
| 2   | Australië  | 3   | 1 | 2 | 0 | 5   | 4  | 3  | +1  | Kwartfinales |
| 3   | Jordanië   | 3   | 1 | 1 | 1 | 4   | 4  | 5  | −1  |              |
| 4   | Vietnam    | 3   | 0 | 0 | 3 | 0   | 3  | 7  | −4  |              |

### Groep D
| Pos | Team          | Wed | W | G | V | Ptn | DV | DT | +/− | Kwalificatie |
| --- | ------------- | --- | - | - | - | --- | -- | -- | --- | ------------ |
| 1   | Saoedi-Arabië | 3   | 3 | 0 | 0 | 9   | 6  | 2  | +4  | Kwartfinales |
| 2   | Tadzjikistan  | 3   | 1 | 1 | 1 | 4   | 4  | 5  | −1  | Kwartfinales |
| 3   | China         | 3   | 1 | 0 | 2 | 3   | 2  | 2  | 0   |              |
| 4   | Maleisië      | 3   | 0 | 1 | 2 | 1   | 3  | 6  | −3  |              |

## Eindronde

### Kwartfinales
|                       |                                                                          |     |                                         |                                                                                                |
| 28 oktober 2018 16:00 | Qatar                                                                    | 7–3 | Thailand                                | Gelora Bung Karnostadion, Jakarta Toeschouwers: 16.758 Scheidsrechter: Omar Al-Yaqoubi ( Oman) |
| 28 oktober 2018 16:00 | Ali 13' Al Yazidi 21' Suhail 87' Umaru 99', 117' Mansour 106' Aymen 120' |     | Korrawit 48' Sakunchai 61' Thirapak 80' | Gelora Bung Karnostadion, Jakarta Toeschouwers: 16.758 Scheidsrechter: Omar Al-Yaqoubi ( Oman) |

|                       |                           |     |           |                                                                                                  |
| 28 oktober 2018 19:30 | Japan                     | 2–0 | Indonesië | Gelora Bung Karnostadion, Jakarta Toeschouwers: 60.154 Scheidsrechter: Mooud Bonyadifard ( Iran) |
| 28 oktober 2018 19:30 | Higashi 40' Miyashiro 70' |     |           | Gelora Bung Karnostadion, Jakarta Toeschouwers: 60.154 Scheidsrechter: Mooud Bonyadifard ( Iran) |

|                       |                 |     |              |                                                                                             |
| 29 oktober 2018 16:00 | Zuid-Korea      | 1–0 | Tadzjikistan | Patriot Candrabagastadion, Bekasi Toeschouwers: 58 Scheidsrechter: Ahmed Al-Ali ( Jordanië) |
| 29 oktober 2018 16:00 | Jeon Se-jin 44' |     |              | Patriot Candrabagastadion, Bekasi Toeschouwers: 58 Scheidsrechter: Ahmed Al-Ali ( Jordanië) |

|                       |                                            |     |              | |
| 29 oktober 2018 19:30 | Saoedi-Arabië                              | 3–1 | Australië    | Patriot Candrabagastadion, Bekasi Toeschouwers: 110 Scheidsrechter: Sherzod Kasimov ( Oezbekistan) |
| 29 oktober 2018 19:30 | Al-Ammar 7' Al-Buraikan 50' Abdulhamid 82' |     | Atkinson 42' | Patriot Candrabagastadion, Bekasi Toeschouwers: 110 Scheidsrechter: Sherzod Kasimov ( Oezbekistan) |

### Halve finales
|                       |                       |     |                                        |                                                                                        |
| 1 november 2018 16:00 | Qatar                 | 1–3 | Zuid-Korea                             | Pakansaristadion, Cibinong Toeschouwers: 145 Scheidsrechter: Mooud Bonyadifard ( Iran) |
| 1 november 2018 16:00 | Lee Jae-ik 52' (e.d.) |     | Jeon Se-jin 23', 33' Um Won-sang 45+2' | Pakansaristadion, Cibinong Toeschouwers: 145 Scheidsrechter: Mooud Bonyadifard ( Iran) |

|                       |       |                               |               |                                                                                       |
| 1 november 2018 19:30 | Japan | 0–2                           | Saoedi-Arabië | Pakansaristadion, Cibinong Toeschouwers: 311 Scheidsrechter: Ahmed Al-Ali ( Jordanië) |
| 1 november 2018 19:30 |       | Al-Ammar 29' Al-Ghannam 45+1' |               | Pakansaristadion, Cibinong Toeschouwers: 311 Scheidsrechter: Ahmed Al-Ali ( Jordanië) |

### Finale
|                       |                           |     |                            |                                                                                             |
| 4 november 2018 19:30 | Zuid-Korea                | 1–2 | Saoedi-Arabië              | Pakansaristadion, Cibinong Toeschouwers: 3.089 Scheidsrechter: Sivakorn Pu-udom ( Thailand) |
| 4 november 2018 19:30 | Cho Young-wook 64' (pen.) |     | Al-Ammar 2' Al-Ghannam 22' | Pakansaristadion, Cibinong Toeschouwers: 3.089 Scheidsrechter: Sivakorn Pu-udom ( Thailand) |